# Croton lanatus
Pour Croton lanatus, Lour., 1790, voir Croton laniflorus.
Pour Croton lanatus, Klotzsch ex Baill., 1858, voir Croton malacotrichus.
Espèce
Croton lanatus est une espèce de plantes à fleurs du genre Croton et de la famille Euphorbiaceae présente du Brésil (Minas Gerais) à l'Uruguay.
Il a pour synonymes :
- Croton mollissimus, Vahl ex Geiseler, 1807
- Oxydectes lanata, (Lam.) Kuntze
- Triplandra lanata, (Lam.) Raf.